# نيكول دي بوير
نيكول دي بوير (بالإنجليزية: Nicole de Boer)‏ (و. 1970 – م) هي ممثلة تلفزيونية، وممثلة أفلام، وممثلة، من كندا، ولدت في تورونتو.

## وصلات خارجية
- نيكول دي بوير على موقع IMDb (الإنجليزية)
- نيكول دي بوير على موقع ألو سيني (الفرنسية)
- نيكول دي بوير على موقع أول موفي (الإنجليزية)
- نيكول دي بوير على موقع إن إن دي بي (الإنجليزية)
- نيكول دي بوير على موقع قاعدة بيانات الفيلم (الإنجليزية)
- نيكول دي بوير على موقع كينوبويسك (الروسية)